# Terrat mariner
El Terrat mariner és una obra de Vilanova i la Geltrú (Garraf) protegida com a Bé Cultural d'Interès Local.

## Descripció
Es tracta d'un terrat a nivell de primera planta que crea una porxada que està adossada a l'habitatge de pescadors. Aquest element arquitectònic servia d'aixopluc quan hi havia temporals.
Aquesta construcció consta de dues columnes de secció semicircular amb basament que sustenten dues jàsseres paral·leles a façana en les que descansen els caps d'un conjunt de bigues. L'altre extrem de les bigues es recolzen en la façana de l'habitatge. El perímetre del terrat està protegit per una barana.
Les columnes de maó estan arrebossades i pintades. Les bigues i les jàsseres són de fusta. El terrat està format de quatre fulls de rajola col·locats a trencajunt.